# Kostel svatého Jana Nepomuckého (Nepomuk)
Poutní kostel svatého Jana Nepomuckého je barokní kostel v západočeském Nepomuku, rodišti katolického světce Jana Nepomuckého. Od roku 1963 je chráněn jako kulturní památka.

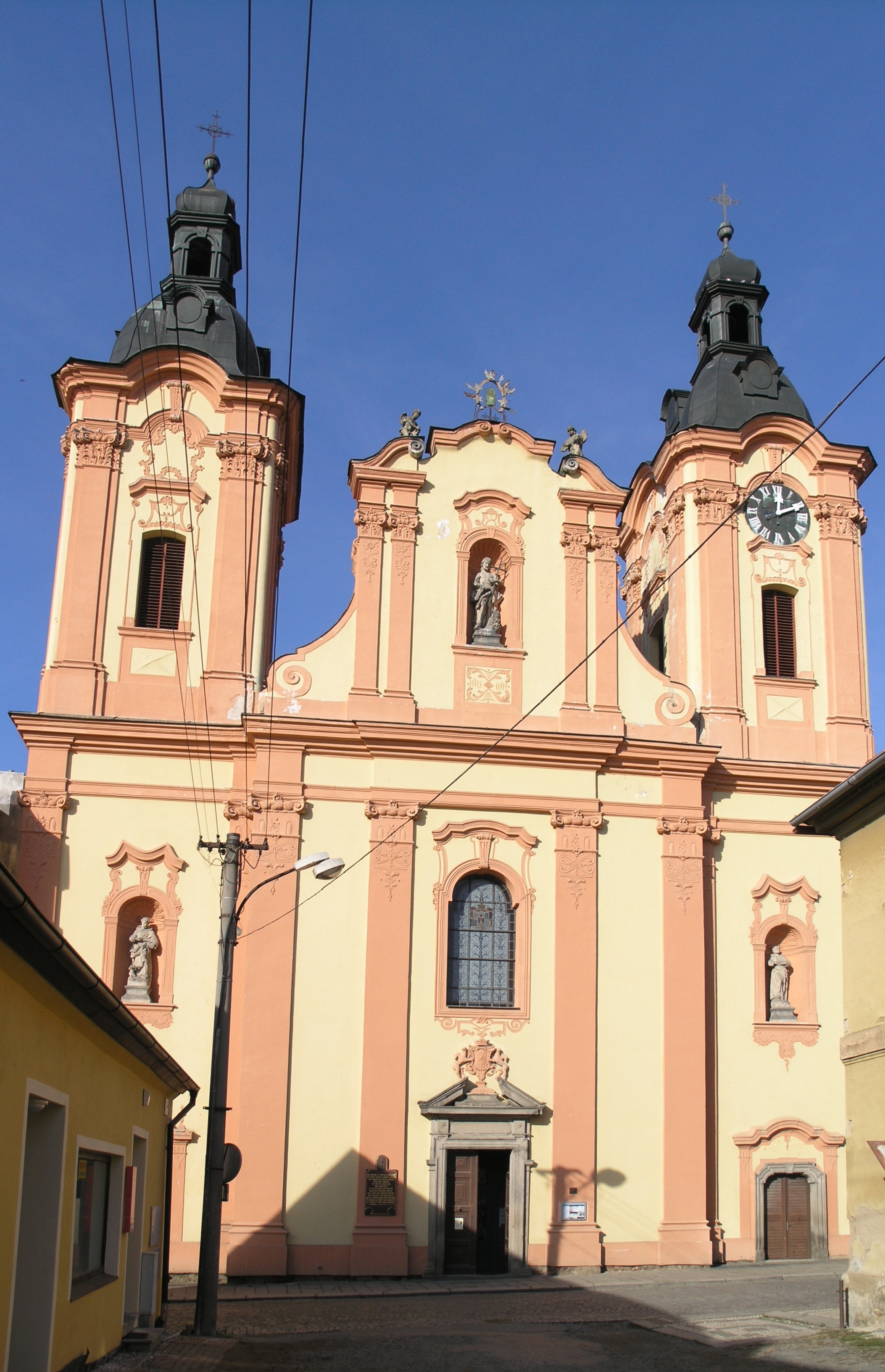
Průčelí kostela

Na údajném místě rodného domu Jana Nepomuckého byl v letech 1639–1660 Šternberky postaven raně barokní kostel svatého Jana Křtitele, vůbec první svatostánek zbudovaný k úctě tohoto tehdy ještě nekanonizovaného mučedníka. Po svatořečení Jana Nepomuckého roku 1729 původní kostel svou velikostí nestačil velkému počtu poutníků, a proto byl na pokyn Adolfa Bernarda z Martinic v letech 1734–1738 zásadně vrcholně barokně přestaven a rozšířen asi podle plánů Kiliána Ignáce Dientzenhofera. Další úpravy kostela byly prováděny v 19. století.
Kostel není orientovaný, na hlavním dvouvěžovém průčelí, obráceném k jihovýchodu, je portál se znaky Šternberků a Martiniců z původního kostela a ve výklencích sochy Jana Křtitele, svatého Dominika a Františka z Assisi. Hlavní oltář je novorenesanční z roku 1849 se sochou Nepomuckého dle modelu Josefa Maxe a obrazem Jana Křtitele od Josefa Vojtěcha Hellicha.